# Chamaeleo

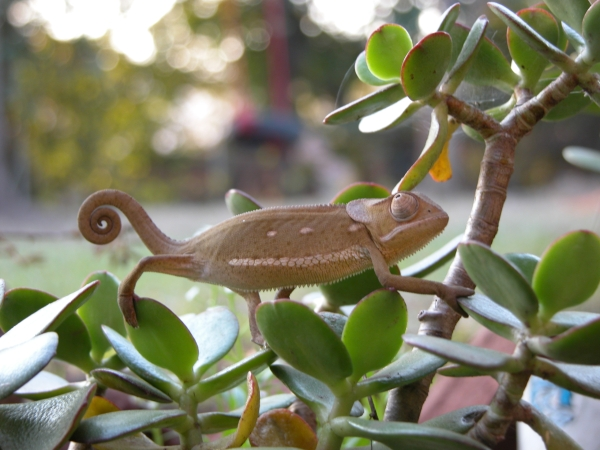
Chamaeleo dilepis

Chamaeleo este un gen de cameleoni din subfamilia Chamaeleoninae. Este întâlnit în mare parte în Africa Subsahariană, dar câteva specii sunt prezente și în Africa de Nord, Europa de Sud și Asia de Sud.
Chamaeleo este genul tip⁠(en)[traduceți] al familiei Chamaeleonidae.
Toate celelalte genuri din subfamilia Chamaeleoninae (Bradypodion, Calumma, Furcifer, Kinyongia, Nadzikambia și Trioceros) au fost cândva incluse în genul Chamaeleo, dar în prezent sunt privite ca genuri separate.

## Specii
14 specii cu câteva subspecii sunt recunoscute pe larg de toate autoritățile ca fiind valide.
- Chamaeleo africanus Laurenti, 1768
- Chamaeleo anchietae Bocage, 1872
- Chamaeleo arabicus Matschie, 1893
- Chamaeleo calcaricarens Böhme, 1985
- Chamaeleo calyptratus A.M.C. Duméril & A.H.A. Duméril, 1851
  - Chamaeleo calyptratus calyptratus A.M.C. Duméril & A.H.A. Duméril, 1851
  - Chamaeleo calyptratus calcarifer W. Peters, 1871
- Chamaeleo chamaeleon (Linnaeus, 1758)
  - Chamaeleo chamaeleon chamaeleon (Linnaeus, 1758)
  - Chamaeleo chamaeleon musae Steindachner, 1900
  - Chamaeleo chamaeleon orientalis Parker, 1938
  - Chamaeleo chamaeleon rectricrista Boettger, 1880
- Chamaeleo dilepis Leach, 1819
  - Chamaeleo dilepis dilepis Leach, 1819
  - Chamaeleo dilepis idjwiensis Loveridge, 1942
  - Chamaeleo dilepis isabellinus Günther, 1893
  - Chamaeleo dilepis martensi Mertens, 1964
  - Chamaeleo dilepis petersii Gray, 1865
  - Chamaeleo dilepis quilensis Bocage, 1866
  - Chamaeleo dilepis roperi Boulenger, 1890
  - Chamaeleo dilepis ruspolii Boettger, 1893
- Chamaeleo gracilis Hallowell, 1844
  - Chamaeleo gracilis gracilis Hallowell, 1844
  - Chamaeleo gracilis etiennei K.P. Schmidt, 1919
- Chamaeleo laevigatus Gray, 1863
- Chamaeleo monachus Gray, 1865
- Chamaeleo namaquensis A. Smith, 1831
- Chamaeleo necasi Ullenbruch, P. Krause & Böhme, 2007
- Chamaeleo senegalensis Daudin, 1802
- Chamaeleo zeylanicus Laurenti, 1768

### Lista completă a speciilor
Lista completă a speciilor conform Catalogue of Life:
- Chamaeleo affinis
- Chamaeleo africanus
- Chamaeleo anchietae
- Chamaeleo arabicus
- Chamaeleo balebicornutus
- Chamaeleo bitaeniatus
- Chamaeleo brevicornis
- Chamaeleo calcaricarens
- Chamaeleo calyptratus
- Chamaeleo camerunensis
- Chamaeleo chamaeleon
- Chamaeleo chapini
- Chamaeleo conirostratus
- Chamaeleo cristatus
- Chamaeleo deremensis
- Chamaeleo dilepis
- Chamaeleo eisentrauti
- Chamaeleo ellioti
- Chamaeleo etiennei
- Chamaeleo feae
- Chamaeleo fuelleborni
- Chamaeleo goetzei
- Chamaeleo gracilis
- Chamaeleo harennae
- Chamaeleo hoehnelii
- Chamaeleo incornutus
- Chamaeleo ituriensis
- Chamaeleo jacksonii
- Chamaeleo johnstoni
- Chamaeleo kinetensis
- Chamaeleo laevigatus
- Chamaeleo laterispinis
- Chamaeleo marsabitensis
- Chamaeleo melleri
- Chamaeleo monachus
- Chamaeleo montium
- Chamaeleo namaquensis
- Chamaeleo narraioca
- Chamaeleo ntunte
- Chamaeleo oweni
- Chamaeleo pfefferi
- Chamaeleo quadricornis
- Chamaeleo quilensis
- Chamaeleo roperi
- Chamaeleo rudis
- Chamaeleo ruspolii
- Chamaeleo schoutedeni
- Chamaeleo schubotzi
- Chamaeleo senegalensis
- Chamaeleo sternfeldi
- Chamaeleo tempeli
- Chamaeleo tremperi
- Chamaeleo werneri
- Chamaeleo wiedersheimi
- Chamaeleo zeylanicus